# Carex paléacé
Carex paleacea
Espèce
Le carex paléacé (Carex paleacea) est une espèce de plante de la famille des Cyperaceae, originaire d’Amérique du Nord.

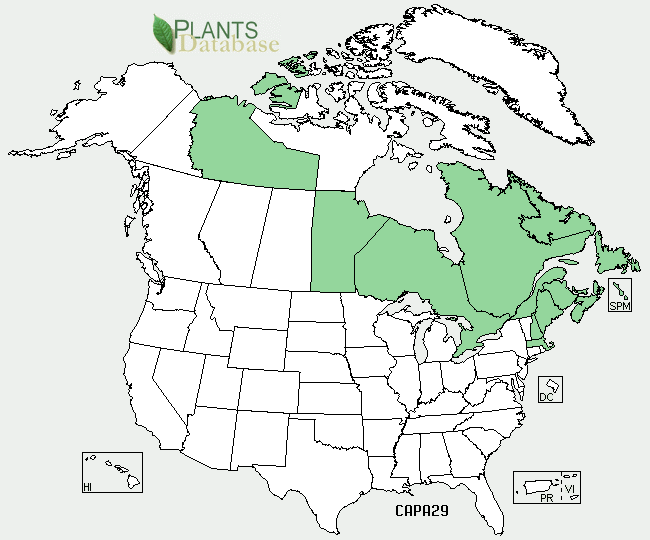
Aire de répartition